# تپه جلوگیره سفلی
تپه جلوگیره سفلی مربوط به عصر مس و سنگ - دوره ساسانیان است و در شهرستان کرمانشاه، بخش مرکز ی، دهستان میان دربند، حاشیهٔ شمالی روستای جلوگیر سفلی واقع شده و این اثر در تاریخ ۱۵ دی ۱۳۸۷ با شمارهٔ ثبت ۲۴۰۹۶ به‌عنوان یکی از آثار ملی ایران به ثبت رسیده است.